# ミズ・マーベル (テレビドラマ)
『ミズ・マーベル』（Ms.Marvel）は、マーベル・スタジオが製作するアメリカ合衆国のインターネットテレビドラマシリーズ。マーベル・シネマティック・ユニバース（MCU）の7番目のテレビシリーズで、2022年6月8日からDisney+にて配信。

## あらすじ
カマラの力に隠された謎は、生活を一変させ、やがて世界をも変えていくことになる。 ヒーローである前にごく普通の高校生であるカマラが、家庭や学校、社会で様々な問題に直面し、力に伴う責任に悩みながらもMCUの世界を今後大きく変えるヒーロー、 “ミズ・マーベル”として目覚めていく。

## 登場人物・キャスト
カマラ・カーン / ミズ・マーベル
演 - イマン・ヴェラーニ、日本語吹替 - 松岡美里
ジャージーシティ出身の16歳のアベンジャーズのファンのパキスタン系アメリカ人の高校生で、熱心なアーティストでゲーマーであり、キャプテン・マーベルなどのスーパーヒーローのファン・フィクションを書いている。彼女は、祖母から送られた魔法のバングルから発生する光(ヌール)エネルギーを具現化して利用し、構造物を作成する能力を獲得したことにより、自身の運命と向き合うこととなる。
カリーム / レッド・ダガー
演 - アラミス・ナイト、日本語吹替 - 岡本信彦
赤いバンダナを身に着け、投げナイフを振るう自警団の男。
ブルーノ・カレッリ
演 - マット・リンツ、日本語吹替 - 新祐樹
カマラの親友。バングルによって覚醒したカマラの能力を解析したり等、カマラをサポートする。
ナキア・バハディール
演 - ヤスミーン・フレッチャー、日本語吹替 - ファイルーズあい
カマラの親友。
ムニーバ・カーン
演 - ゼノビア・シュロフ、日本語吹替 - 津田真澄
カマラの母親。
ユスフ・カーン
演 - モハン・カプール、日本語吹替 - 岩崎ひろし
カマラの父親。
アーミル・カーン
演 - サーガル・シェイク、日本語吹替 - 星野貴紀
カマラの兄でありタイシャの夫。
カムラン
演 - リッシュ・シャー、日本語吹替 - 増田俊樹
カマラが夢中になっている少年。
クリアリー連邦捜査官
演 - アリアン・モーエイド、日本語吹替 - 河本邦弘
カマラを調査し、追跡しているダメージ・コントロール局の局員。『スパイダーマン:ノー・ウェイ・ホーム』にて、ピーター・パーカー / スパイダーマンをミステリオ/クエンティン・ベック殺害の容疑で尋問した人物でもある。
サディ・ディーバー捜査官
演 - アリシア・ライナー、日本語吹替 - 山像かおり
クレイアリーと共にカマラを追うダメージ・コントロール局の局員。
ファリハ
演 - アダク・オノノグボ、日本語吹替 - 和優希

ゾーイ・ジマー
演 - ローレル・リーチマン、日本語吹替 - イブ優里安

ナジマ
演 - ニムラ・ブッチャ、日本語吹替 - 五十嵐麗
カムランの母。カマラの曾祖母アイシャの同郷の仲間。カマラのバングルを狙うギャングのボスでもある。
シャイク・アブドゥラ
演 - ライス・ナクリ

タイシャ・ヒルマン
演 - トラヴィナ・スプリンガー、日本語吹替 - 弘松芹香
カマラの義理の姉であり、アーミルの妻。
サナ
演 - サミナ・アーメッド、日本語吹替 - 杉山佳寿子
カマラの祖母。カマラに母アイシャのバングルを送る。
ワリード
演 - ファルハーン・アクタル 日本語吹替 - 遠藤大智
ルビーおばさん 演 - アンジャリ・ビマニ
ハサン
演 - ファワード・カーン  日本語吹替 - 前田一世
カマラの曾祖父
アイシャ
演 - メーウィッシュ・ハヤト 日本語吹替 - 桑島法子
カマラの曾祖母。
ナジャフ
演 - アズハル・ウスマン
キャロル・ダンヴァース / キャプテン・マーベル
演 - ブリー・ラーソン、日本語吹替 - 水樹奈々
元アメリカ空軍パイロットにして、その身にスペース・ストーン由来のスーパーパワーを宿す超人。アベンジャーズのメンバーにして、カマラが憧れるヒーローでもある。最終話にてバングルが発した謎の光によってカマラと場所が入れ替わり、カマラの部屋に突然現れる。
アリー・カーンが非公開の役でキャスティングされている。

## エピソード
| 通算 話数 | タイトル                                    | 監督                                    | 脚本                                                                                | 公開日        |
| --------- | ------------------------------------------- | --------------------------------------- | ----------------------------------------------------------------------------------- | ------------- |
| 1         | "ジェネレーション・ホワイ" "Generation Why" | アディル・エル・アルビ ビラル・ファラー | ビシャ・K・アリ                                                                     | 2022年6月8日  |
| 2         | "恋の始まり" "Crushed"                      | ミーラ・メノン                          | ケイト・グラットモン                                                                | 2022年6月15日 |
| 3         | "宿命" "Destined"                           | ミーラ・メノン                          | 台本:フレディ・シボーン A.C.ブラッドリー&マシュー・コンシー 物語:フレディ・シボーン | 2022年6月22日 |
| 4         | "レッド・ダガーズ" "Seeing Red"             | シャーミーン・オベイド＝チノイ          | 台本:サビル・ピルザダ A.C.ブラッドリー&マシュー・コンシー 物語:サビル・ピルザダ     | 2022年6月29日 |
| 5         | "時を超えた絆" "Time and Again"             | シャーミーン・オベイド＝チノイ          | ファティマ・アスガル                                                                | 2022年7月5日  |
| 6         | "ノーノーマル" "No Normal"                  | アディル・エル・アルビ ビラル・ファラー | 台本:ウィル・ダン A.C.ブラッドリー&マシュー・コンシー 物語:ウィル・ダン             | 2022年7月12日 |

## 製作

### 撮影
本ドラマの撮影は当初アメリカのジョージア州にて行われていたが、新型コロナウイルスの影響により、途中からタイのバンコクに変更した。2021年5月上旬までにクランクアップしたことが同月12日に報じられた。

## リリース
2022年5月、ローラ・カープマンは、以前『What If...?』で作曲し、その後『The Marvels』の作曲を担当したことが明らかにされた。カープマンは、カーンの「豊かな音楽的遺産」に没頭したと語っている。このシリーズには既存の楽曲が多数登場するが、アリは音楽がキャラクターの映像化に「必要不可欠な要素」であると考えており、どの曲が必要で使用すべきかという強いビジョンを持っていたアマナットに絶大な信頼を寄せている。アマナットは、ミズ・マーベルを南アジアの音楽を紹介する「素晴らしいプラットフォーム」と呼び、その選曲はカーンというキャラクターと同様に「ブレンド」されている。カープマンが担当したシリーズの音楽は、マーベル・ミュージックとハリウッド・レコードから2巻に分けてデジタル配信され、2022年6月22日に最初の3エピソードの音楽が、7月13日に最後の3エピソードの音楽が配信される予定である。シリーズのメインテーマ「Ms.Marvel Suite」は、6月7日にシングルとして配信リリースされた。